# Campionati europei di atletica leggera indoor 2023 - Salto in lungo femminile
La gara dei salto in lungo femminile ai campionati europei di atletica leggera indoor di Istanbul 2023 si svolse dal 4 al 5 marzo 2023 presso l'Ataköy Athletics Arena.

## Podio
| Pos.    | Atleta            | Nazionalità   |
| ------- | ----------------- | ------------- |
| Oro     | Jazmin Sawyers    | Gran Bretagna |
| Argento | Larissa Iapichino | Italia        |
| Bronzo  | Ivana Vuleta      | Serbia        |

## Qualificazione
Il minimo di partecipazione era di 6,75 m.

## Record
| Record                | Record          | Record | Record             | Record           |
| --------------------- | --------------- | ------ | ------------------ | ---------------- |
| Record mondiale       | Heike Drechsler | 7,37 m | Vienna, Austria    | 13 febbraio 1988 |
| Record europeo        | Heike Drechsler | 7,37 m | Vienna, Austria    | 13 febbraio 1988 |
| Record dei campionati | Heike Drechsler | 7,30 m | Budapest, Ungheria | 5 marzo 1988     |

## Programma
| Data    | Ora   | Turno          |
| ------- | ----- | -------------- |
| 4 marzo | 11:10 | Qualificazione |
| 5 marzo | 19:50 | Finale         |

## Risultati

### Qualificazioni
Si qualificano alla finale le atlete che ottengono la misura di 6,65 m (Q) o le migliori 8 (q).
| Pos. | Atleta                | Nazione       | 1ª prova | 2ª prova | 3ª prova | Risultato | Note                                     |
| ---- | --------------------- | ------------- | -------- | -------- | -------- | --------- | ---------------------------------------- |
| 1    | Ivana Vuleta          | Serbia        | 6,98 m   |          |          | 6,98 m    | Q                                        |
| 2    | Malaika Mihambo       | Germania      | 6,41 m   | 6,62 m   | 6,87 m   | 6,87 m    | Q                                        |
| 3    | Khaddi Sagnia         | Svezia        | 6,53 m   | x        | 6,74 m   | 6,74 m    | Q                                        |
| 4    | Jazmin Sawyers        | Gran Bretagna | 6,71 m   |          |          | 6,71 m    | Q                                        |
| 5    | Annik Kälin           | Svizzera      | 6,50 m   | 6,70 m   |          | 6,70 m    | Q                                        |
| 6    | Larissa Iapichino     | Italia        | 6,62 m   | 6,66 m   |          | 6,66 m    | Q                                        |
| 7    | Evelise Veiga         | Portogallo    | 6,32 m   | 6,40 m   | 6,53 m   | 6,53 m    | q                                        |
| 8    | Alina Rotaru-Kottmann | Romania       | 6,43 m   | 6,29 m   | 6,52 m   | 6,52 m    | q                                        |
| 9    | Milica Gardašević     | Serbia        | 6,37 m   | 6,51 m   | 6,46 m   | 6,51 m    |                                          |
| 10   | Fátima Diame          | Spagna        | x        | 6,48 m   | 5,72 m   | 6,48 m    |                                          |
| 11   | Tiphaine Mauchant     | Francia       | 6,37 m   | 6,43 m   | 6,43 m   | 6,43 m    |                                          |
| 12   | Diana Lesti           | Ungheria      | x        | 6,40 m   | 6,38 m   | 6,40 m    | Miglior prestazione personale stagionale |
| 13   | Mikaelle Assani       | Germania      | x        | 6,23 m   | 6,38 m   | 6,38 m    |                                          |
| 14   | Florentina Iușco      | Romania       | x        | 6,27 m   | 6,37 m   | 6,37 m    |                                          |
| 15   | Filippa Fotopoulou    | Cipro         | 6,36 m   | 6,28 m   | 6,11 m   | 6,36 m    |                                          |
| 16   | Jogailė Petrokaitė    | Lituania      | 6,00 m   | 6,22 m   | 6,26 m   | 6,26 m    |                                          |
| 17   | Plamena Mitkova       | Bulgaria      | 6,24 m   | 6,25 m   | x        | 6,25 m    |                                          |
| -    | Maryse Luzolo         | Germania      |          |          |          | dns       |                                          |

### Finale
| Pos.    | Atleta                | Nazione       | 1ª prova | 2ª prova | 3ª prova | 4ª prova | 5ª prova | 6ª prova | Risultato | Note                                                       |
| ------- | --------------------- | ------------- | -------- | -------- | -------- | -------- | -------- | -------- | --------- | ---------------------------------------------------------- |
| Oro     | Jazmin Sawyers        | Gran Bretagna | 6,70 m   | x        | x        | 6,76 m   | 7,00 m   | 6,84 m   | 7,00 m    | Miglior prestazione mondiale stagionale · Record nazionale |
| Argento | Larissa Iapichino     | Italia        | 6,64 m   | 6,74 m   | 6,77 m   | 6,75 m   | 6,91 m   | 6,97 m   | 6,97 m    | Record nazionale · Miglior prestazione nazionale under 23  |
| Bronzo  | Ivana Vuleta          | Serbia        | 6,76 m   | 6,79 m   | 6,66 m   | 6,77 m   | 6,91 m   | 6,90 m   | 6,91 m    |                                                            |
| 4       | Malaika Mihambo       | Germania      | 6,67 m   | x        | x        | 6,83 m   | 6,82 m   | x        | 6,83 m    |                                                            |
| 5       | Alina Rotaru-Kottmann | Romania       | 6,49 m   | 6,54 m   | 6,50     | x        | 6,48 m   | 6,62 m   | 6,62 m    |                                                            |
| 6       | Annik Kälin           | Svizzera      | 6,61 m   | 6,35 m   | 6,43 m   | 6,60 m   | 6,54 m   | 6,50 m   | 6,61 m    |                                                            |
| 7       | Khaddi Sagnia         | Svezia        | x        | 4,50 m   | 6,57 m   | x        | x        | 6,57 m   | 6,57 m    |                                                            |
| 8       | Evelise Veiga         | Portogallo    | x        | 5,24 m   | 6,36 m   | 6,11 m   | 6,07 m   | 6,19 m   | 6,36 m    |                                                            |